# Bőrsebészet
A bőrsebészet a bőrgyógyászat (dermatológia) intervenciós, manuális ága. Az Amerikai Bőrsebész Társaság (ASDS, https://web.archive.org/web/20130318070041/http://www.asds-net.org/) állásfoglalása szerint a bőrsebészet „a bőr, haj, körmök, bőrvénák, nyálkahártyák, és környező szövetek orvosolandó vagy kozmetikailag kifogásolható állapotának diagnózisával és kezelésével foglalkozik. Ide sorolhatók a bőrrákok, vagy az öregedő bőr is. Eszköztárába különféle sebészi, rekonstruktív, kozmetológiai és nem-sebészi eljárások tartoznak.”